# Дегазація шахт
Дегазація шахт — природні або штучні процеси видалення рудникових газів з їх джерел (вугільних пластів, рудних покладів, нафти, скупчень вільних газів у зонах тектонічних порушень тощо), з метою зниження їх надходження та попередження раптових виділень у гірничі виробки.

## Види дегазації
Розрізняють дегазацію:
- пасивну, за якої джерело інтенсивного виділення газу ізолюється від шахтної атмосфери і виділений газ виводиться або за межі небезпечної дільниці в струмінь повітря, або на поверхню;
- активну — процеси збору і ізолювання газу від гірничих виробок та виведення його на поверхню проводяться під вакуумом.

Активна дегазація широко застосовується на шахтах Донецького та Львівсько-Волинського басейну, а також за кордоном.
Крім того, розрізняють дегазацію вироблених просторів та гірничих виробок, попередню(завчасну), загороджувальну, комплексну дегазацію та ін. Ефективність комплексної, яка поєднує декілька способів дегазації, досягає 80-90 %.
Дегазація вироблених просторів — процес вилучення метаноповітряних сумішей з вироблених просторів при вийманні газоносних вугільних пластів з великими втратами вугілля по товщині пласта або в ціликах, а також у випадку залягання суміжних вугільних пластів на близьких відстанях від пласта, що розроблюється. Застосовується, коли дегазація свердловинами неефективна. При дегазації вироблених просторів виконується ретельна ізоляція виробленого простору від діючих виробок, відсмоктування та ізольоване виведення газоповітряної суміші через трубопровідну мережу та вакуумну насосну установку на поверхню або через відсмоктувальний пристрій (вентилятор, ежектор) та дифузор-змішувач у вентиляційну виробку (метод Рьошен).
Дегазації зближених (суміжних) пластів-супутників — спосіб дегазації, що полягає у відсмоктуванні газу з вугільних пластів і пропластків, що підробляються або надробляються, розвантажених при зміщенні породних товщ, внаслідок чого різко підвищується їхня газопроникність та газовіддача.
Дегазація загороджувальна — спосіб дегазації, що застосовується при проведенні гірничих виробок по газоносних пластах і породах при дебіті метану у виробку понад 3 м³/хв. Здійснюється шляхом вакуумного відсмоктування газу з свердловин, пробурених через кожні 20-60 м по довжині виробки.
Дегазація попередня (завчасна) — дегазація, здійснювана з гірничих виробок або з поверхні попереднім видобуванням газу з вугільного пласта або порід до початку ведення виймальних робіт у виїмковому полі, блоці, панелі або в шахтному полі. Завчасна дегазація здійснюється через вертикальні або похилі свердловини, пробурені до вугільних пластів іноді за 3-8 років до початку гірничих робіт.

## Параметри
Коефіцієнт ефективності дегазації — відношення зниження багатометановості (метановості) виробок при здійсненні дегазації до їхньої багатометановості (метановості) без дегазації. Розрізняють Коефіцієнти ефективності дегазації: окремого джерела газу, виробленого простору, у межах виїмкової дільниці і шахти (крила, блоку, виїмкової дільниці, окремої виробки).
Схема дегазації — взаєморозташування окремих дільниць системи дегазації шахт (виробок) від місць каптажу газу або газоповітряних сумішей і до викиду їх в атмосферу або у вихідний струмінь повітря через дифузор-змішувач.